# たとえ世界が終わっても
『たとえ世界が終わっても』（たとえせかいがおわっても）は、2007年8月25日に公開された日本映画。副題は『Cycle soul apartment』（サイクル ソウル アパートメント）。
『演じ屋』『駄目ナリ!』で知られる野口照夫の劇場長編初監督作品。また、芦名星も本作が初主演作品となっている。

## あらすじ
余命数年と宣告された真奈美（芦名星）は、自殺サイトを通じて、風変わりなアパートの管理人妙田（大森南朋）と出会う。妙田から紹介された写真家長田（安田顕）が、病に冒されつつ前向きに生きる姿を見て、自分も生きる勇気を取り戻していくが。

## キャスト
- 宮野真奈美：芦名星
- 長田寛治：安田顕
- 妙田：大森南朋
- 小市慢太郎
- 平泉成
- 白川和子
- 稲葉信隆
- 夏生ゆうな
- 黒田大輔
- 熊谷知花
- 永堀剛敏
- 漆崎敬介
- 佐藤隆弘
- 市川佳代子
- 阿知猶康
- ぼくもとさきこ
- 高橋孝輔
- 松田信行
- 瀬戸弘司
- 元田牧子

## スタッフ
- 監督・脚本：野口照夫
- 製作：江口誠、瀬端文雄
- プロデューサー:山野裕史、東快彦、森角威之
- 撮影：安田光
- 美術：井上心平
- 音楽：花澤孝一、玉城ちはる
- 照明：安田光
- 録音：深田晃
- 助監督：中田信一郎
- 製作：ネオ
- 製作協力：アドネス
- 制作プロダクション：アルチンボルド
- 配給：アルゴ・ピクチャーズ
- 上映時間：97分